# Новые ворота

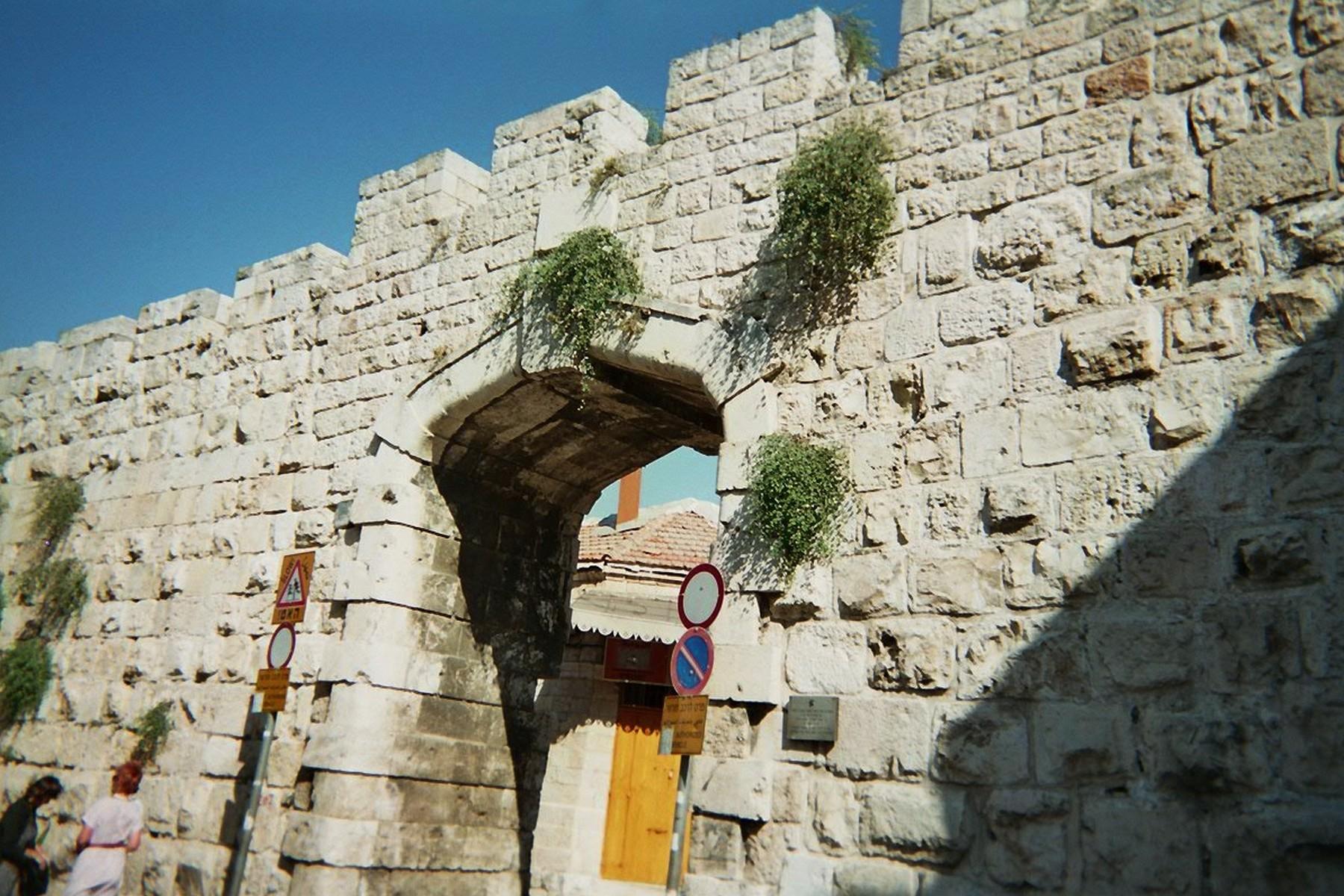
Новые ворота

Новые ворота (ивр. השער החדש‎, ХаШаар ХаХадаш; араб. الباب الجديد‎, Аль-Баб адж-Джадид) — самые новые ворота Старого города Иерусалима. Также называются Воротами Хамида, в честь турецкого султана Абдул-Хамида II. Построены в 1898 году в северо-западной части городской стены, под давлением германского императора Вильгельма II (и к его визиту), дабы обеспечить удобное прямое сообщение между Христианским кварталом и новыми районами, выраставшими в ту пору за пределами стен Старого города. Имеют форму арки, оформлены каменным декором с бойницами. Построены в самой высоко расположенной точке существующей стены, на высоте 790 метров над уровнем моря. Ворота облегчили христианским паломникам проход к Храму Гроба Господня из новых районов города, монастыря Нотр Дам де Франс и Русского Подворья.
Ворота содержатся в соответствии с требованиями сохранности, под надзором Управления древностей Израиля. Большая часть земли вкруг Новых ворот является собственностью Латинского патриархата и ордена Францисканцев, отказавшихся продать её правительству Израиля. Потребовалось много лет, чтобы арендовать у Патриархата землю между Новыми и Дамасскими воротами для разбивки парка. При нынешней городской планировке Иерусалима, Новые ворота обеспечивают самый быстрый доступ из Старого города в Западный Иерусалим – в том числе благодаря автобусным маршрутам Эггеда №1 и №2, следующим по проходящему мимо них Проезду А-Ша’ар А-Хадаш.

## Название
Османской администрацией применялось название Новые ворота. Были также известны под названием Баб эс Султан Абд уль Хамид, которое было дано арабскими рабочими, трудившимися на османского султана Абдул Хамида II, давшего разрешение на строительство. Одноимённы другим Новым воротам – упомянутым в Книге Иеремии (26:10; 36:10) воротам комплекса Второго Храма, которые служили входом в Зал Тёсаных камней Великого Санхедрина и ранее назывались Воротами Биньямина; к описываемым здесь воротам эти не имеют никакого отношения.

## История

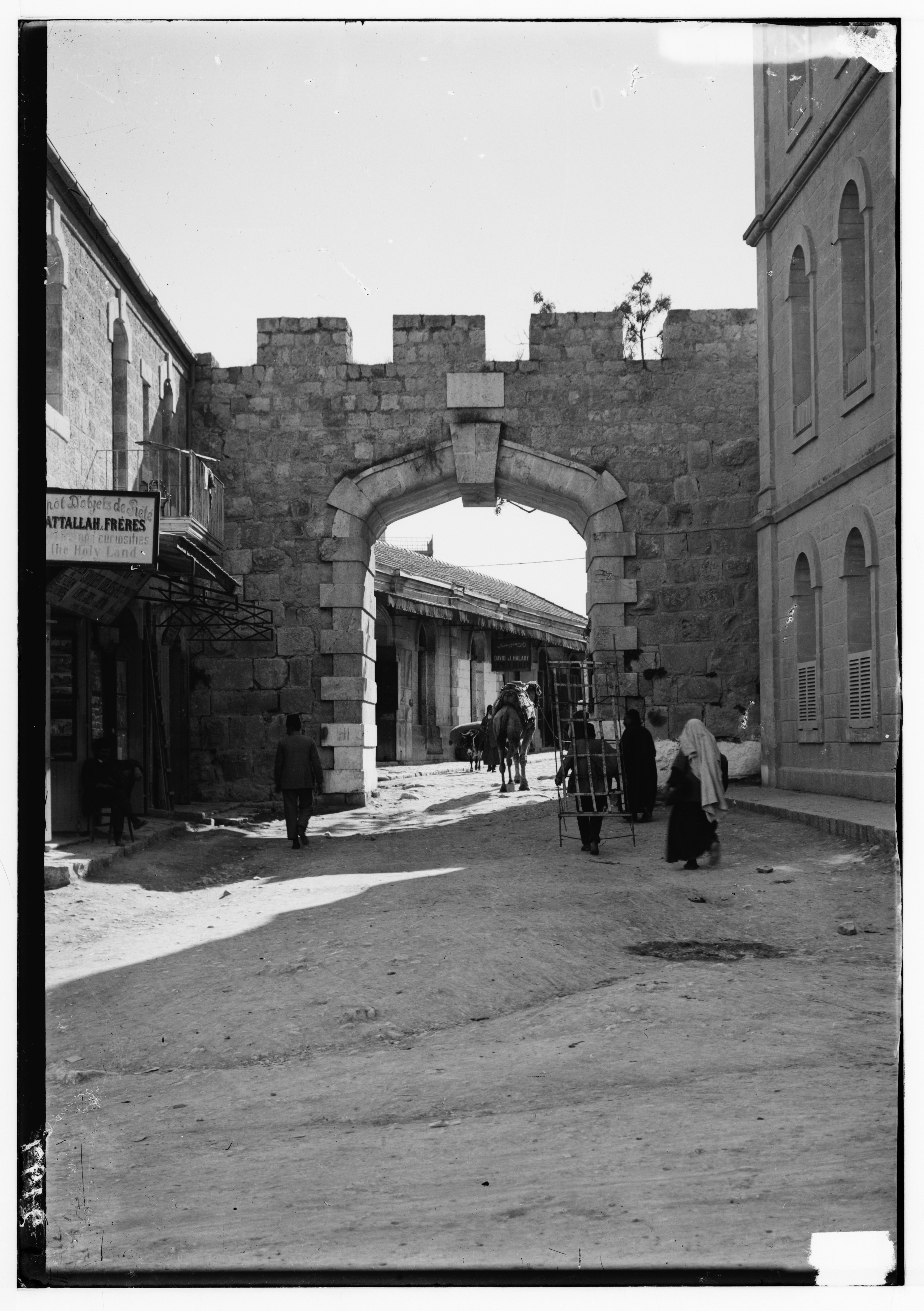
Новые ворота, 1890-е годы

На протяжении III и IV веков северная стена была перестроена и модернизирована византийцами; никаких следов ворот в этом секторе укреплений, или упоминаний о них, византийцы не оставили. Вообще нет никакой информации о воротах, которые существовали бы в этой точке стены до оккупации города крестоносцами; однако существует предположение, что последние пользовались маленькими замаскированными воротами, названными в честь Св. Лазаря, которые находились непосредственно к востоку от османского сооружения и применялись для нужд войск, размещённых в Башне Танкреда (Башне Голиафа). Эти ворота, обнаруженные в ходе дренажных и канализационных работ в этой зоне, могли использоваться и рыцарями Ордена Прокажённых, которые также были там расквартированы. Из ранних отчётов о крестовых походах можно предположить, что стена была проломлена после оккупации крестоносцами по приказу Танкреда. Ворота вполне могли существовать, при том что башня впоследствии была названа в его честь. Позже в ворота мог быть превращён пролом.
Предшествующие ворота крестоносцев могли быть запечатаны после завоевания Иерусалима Саладином в 1187 году, поскольку они не соответствовали архитектурному стилю укреплений, применявшихся турецкими армиями. К ним вели «...кружный путь, трудно различимые подходы, у них была башня, выступавшая от линии укреплений»; более ранние ворота, - равно как и османские, - напротив, сооружены в пределах города, и выровнены по фасаду стены. Вероятно, старые ворота были запечатаны внешней стеной, построенной в 1516 году Сулейманом Великолепным.
Однако, в XVI веке появились сообщения о других воротах, под названием Ворота Сербского монастыря, которые использовались францисканцами в процессе строительства ими церкви Св. Сальватора. Они были построены по просьбе французского консула, дабы обеспечить доступ в Старый город из хосписа Нотр Дам, строительство которого было завершено в 1886 году, и предоставить русским паломникам-христианам, живущим в Русском Подворье (вне стен Старого города), прямой доступ к Храму Гроба Господня в Христианском квартале Вопреки популярному мнению, кайзер Вильгельм II во время своего визита въехал в Иерусалим не через Новые ворота, но через «Дыру в стене», проделанную для того, чтобы ему не пришлось разбирать свою карету, дабы проникнуть в город.
С начала Первой мировой войны в хосписе Нотр Дам напротив Новых ворот была расположена штаб-квартира Рошен Бея, самого старшего османского военного чина в регионе Иерусалима.

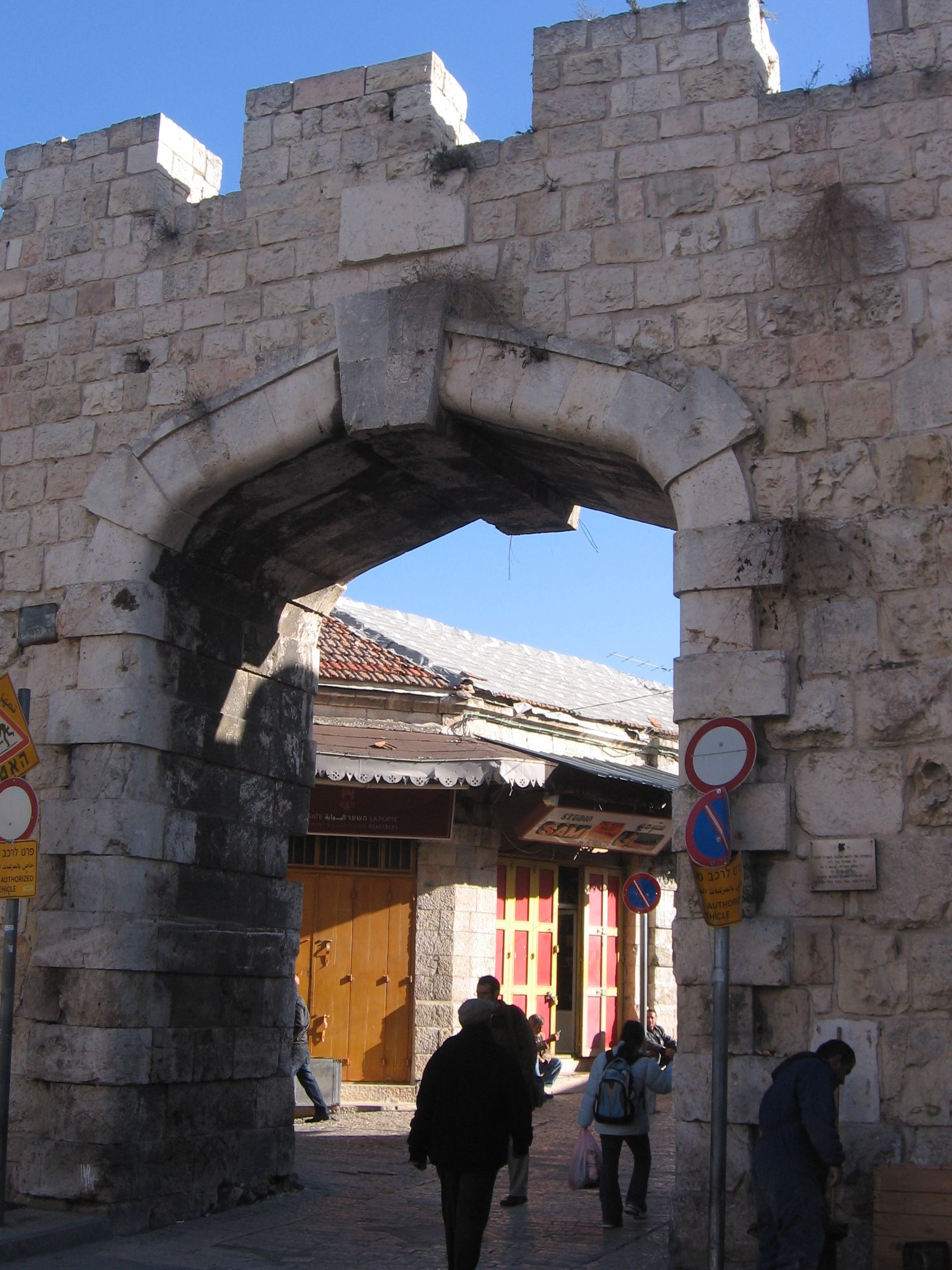
Новые ворота, 2009 год

На протяжении 1920-х и 1930-х годов Новые ворота стали ближайшими к современному Иерусалиму, а Колледж Христианских братьев располагался в Старом городе непосредственно внутри конструкции ворот. В это время Новые ворота - как и все ворота в Старый город – были оснащены железными створками, которые контролировались полицией и запирались, как то требовалось административными правилами. Днём в пятницу 23 августа 1929 года арабами, - после того, как они были спровоцированы проповедями во время дневных молитв в Харам аш-Шариф, - было организовано немотивированное нападение из района Старого города между Новыми воротами и Дамасскими воротами, приведшее к убийству нескольких евреев. Начиная с 1946 года и до провозглашения независимости британская администрация поддерживала зону безопасности между Новыми воротами и Яффской дорогой, названную эвфемистически - Бевинград - в честь Эрнста Бевина, по причине террористической активности с обеих сторон. 15 ноября 1945 года Лехи попыталась разрушить часть стены рядом с Новыми воротами, использовав массивное устройство, для транспортировки и закладки которого потребовалось десять человек; однако, оно не сработало.
Во время Первой арабо-израильской войны 1947—1949 годов бригаде Эциони (Хагана) Давида Шалтиэля в ходе операции "Кедэм" не удалось отбить Восточный Иерусалим у местных арабских защитников, усиленных подразделением 6-го батальона Арабского легиона. Причиной тому стали не наступательные действия арабов (которые сдерживались приказами Джона Баготта Глабба), но тот факт, что еврейское взрывное устройство, предназначенное для разрушения железных ворот, сдетонировало от попавшего мимо цели артиллерийского снаряда, от которого деревянная арабская баррикада перед Новыми воротами загорелась, остановив наступление сил Лехи, Хаганы и Иргуна как раз перед объявлением о прекращении огня. Когда Иордания захватила Восточный Иерусалим (который включает Старый город Иерусалима), иорданская оккупационная администрация распорядилась запечатать ворота, так как оказались на городской разделительной линии между Израилем и Иорданией. Они были снова открыты израильской армией только в 1967 году, после освобождения Восточного Иерусалима в ходе Иорданской кампании Шестидневной войны.

## Достопримечательности
Нотр Дам де Франс – католический монастырь и гостевой дом, расположенный через дорогу от Новых ворот на Проезде А-Цанханим (Проезд Парашютистов). Другими заметными зданиями возле Новых ворот являются College des Frères (для мальчиков), церковь Св. Василия, церковь Custodia di Terra Santa, церковь Св. Сальвадора и расположенный за пределами стен госпиталь Св. Луи.

### Комментарии
1. ↑  Территория восточной части Иерусалима контролируется Израилем в результате аннексии, которая не признана большинством стран международного сообщества. Статус восточной части Иерусалима является одной из проблем израильско-палестинского конфликта. См. статьи Политический статус Иерусалима и Восточный Иерусалим.
 В перечень Объектов всемирного наследия ЮНЕСКО Старый город внесён без указания Израиля или палестинского государства, как государственного представителя, в отдельный раздел «Иерусалим», с пометкой об Иордании как стране, инициировавшей внесение объекта в перечень[1].